# Нововасилевка (Пятихатский район)
Нововасилевка (укр. Нововасилівка) — село,
Пальмировский сельский совет,
Пятихатский район,
Днепропетровская область,
Украина.
Код КОАТУУ — 1224584811. Население по переписи 2001 года составляло 70 человек .

## Географическое положение
Село Нововасилевка находится на берегу реки Комиссаровка,
выше по течению на расстоянии в 0,5 км расположено село Пальмировка,
ниже по течению на расстоянии в 1 км расположено село Чистополь.
Река в этом месте пересыхает, на ней сделана запруда.